# Кочевська Міра Петрівна
Міра Петрівна Коче́вська (до шлюбу Песковатська; нар. 5 квітня 1928, Королівка — пом. 17 липня 2006, Київ) — українська художниця декоративно-ужиткового мистецтва; член Спілки радянських художників України з 1964 року.

## Біографія
Народилася 5 квітня 1928 року в селі Королівці (нині Довжанський район Луганської області, Україна). 1948 року закінчила Ворошиловградське художнє училище; у 1954 році — Львівський інститут прикладного та декоративного мистецтва, де навчалась на кафедрі художнього текстилю. Її викладачам були зокрема Вітольд Манастирський, Євген Арофікін, Микола Бавструк). Дипломна робота — килим ворсовий (керівник: А. П. Бельтюкова, оцінка: відмінно).
Протягом 1954—1988 років працювала в Києві художницею на Дарницького шовкового комбінату. Жила в Києві, в будинку на вулиці Попудренка, № 26, квартира № 31 та в будинку на вулиці Бойченка, № 14, квартира № 42. 
Померла в Києві 17 липня 2006 року.

## Творчість
Працювала в галузі декоративного мистецтва (промисловий текстиль). Серед робіт:
тканини
- «Куманець» (1957);
- «Виноград» (1957);
- «Полоси» (1965);
- «Довільна композиція» (1965);
- «Плетінка» (1968);
- «Композиція» (1968);
- «Смарагд» (1969);
- «Берізка» (1969);
- «Осінь» (1969);
- «Сонечко» (1970);
- «Розетки» (1971);

килими
- «Оленята» (1963);
- «Богдан Хмельницький» (1963, у співавторстві з А. Ламах);
- «Київ» (1968, у співавторстві з Весною Корнєвою);

етюди
- «Квітучі дерева» (1970);
- «Квітучий мигдаль» (1970);
- «Квітуча магнолія» (1970).

Авторка декоративного панно «Київ» (1970, у співавтостві).
Брала участь у всеукраїнських виставках з 1957 року, зарубіжних — з 1958 року.